# Oigny, Loir-et-Cher
Oigny är en kommun i departementet Loir-et-Cher i regionen Centre-Val de Loire i de centrala delarna av Frankrike. Kommunen ligger i kantonen Mondoubleau som tillhör arrondissementet Vendôme. År 2018 hade Oigny 90 invånare.

## Befolkningsutveckling
Antalet invånare i kommunen Oigny
| Referens: INSEE |